# Матвеевка (Матвеевский район)
Матве́евка — село в Оренбургской области России. Административный центр Матвеевского района и Матвеевского сельсовета.

## География
Село находится в 280 км (по дорогам) северо-западнее областного центра, города Оренбурга, и расположено у истока реки Садак (приток Дёмы) на левом берегу.
В 12 км от села проходит дорога Р239. Ближайшая железнодорожная станция находится в селе Сарай-Гир.

## История
Село основано летом 1775 года 17 семьями во главе с Матвеем Свиридовым, переселившимися сюда из села Ивановка Тамбовской губернии. Причиной для переселения стало недостаток и низкая плодородность земель в голодные годы. Крестьяне вначале отправили ходока, который выбрал место для нового села на реке Зерикла. Первоначально населённый пункт имел статус хутора и носило название Свиридовка, по имени руководителя группы переселенцев. После смерти Матвея Свиридова село получило название Матвеевка. Впоследствии село было перенесено к истоку реки Садак.
Село значительно пострадало от сильного пожара в 1821 году. В 30-е годы XIX века в селе была построена церковь.
В XIX веке село относилось к Бугурусланскому уезду Самарской губернии. С возникновением земства в селе была открыта 3-классная школа, в которой преподавал местный священник. В 1905 году школа была расширена и в помощь священнику был прислан учитель.
В 1935 году был организован Матвеевский район с районным центром Матвеевка. В том же году в селе была разрушена церковь.

## Население
| 1959 | 1970  | 1979  | 1989  | 2002  | 2009  | 2010  |
| ---- | ----- | ----- | ----- | ----- | ----- | ----- |
| 2489 | ↘2370 | ↗2701 | ↗3086 | ↗3294 | ↗3529 | ↘3044 |

## Люди, связанные с селом
В селе родился священномученик Филипп Кузьмич Распопов.